# El castell de Cagliostro
El castell de Cagliostro (títol original en japonès: ルパン三世 カリオストロの城, transliterat Rupan Sansei: Kariosutoro no Shiro) és una pel·lícula d'anime d'acció, aventures i comèdia escrita i dirigida per Hayao Miyazaki. Es va estrenar el 1979 i és el segon film basat en la sèrie manga Lupin III de Monkey Punch. És la primera pel·lícula dirigida per Miyazaki. El castell de Cagliostro és protagonitzada pel lladre Arsène Lupin III, que atraca un casino però descobreix que els diners són falsos. Viatja al petit país de Cagliostro, d'on suposa que provenen els bitllets, i intenta salvar la princesa Clarisse del comte de Cagliostro. Al Japó es va estrenar el 15 de desembre del 1979 i ha estat doblada al català.

## Argument
El setembre del 1968, el lladre Arsène Lupin III i el seu company Daisuke Jigen s'escapen del casino de Montecarlo amb el cotxe ple fins a dalt de bitllets robats. En Lupin, però, s'adona que els diners són falsificacions de molt bona qualitat. Per a descobrir-ne l'origen, fan cap al Gran Ducat de Cagliostro, d'on es comenta que podrien haver sortit.
En aquest petit país, Lupin coneix la princesa Clarisse, que es casarà amb el comte de Cagliostro en un matrimoni concertat perquè el comte pugui aconseguir l'antic tresor del país.

## Repartiment
| Personatge                  | Veu en japonès       | Veu en català         |
| --------------------------- | -------------------- | --------------------- |
| Arsène Lupin III «Wolf»     | Yasuo Yamada         | Albert Roig           |
| Lady Clarisse de Cagliostro | Sumi Shimamoto       | Eva Lluch             |
| Comte de Cagliostro         | Tarō Ishida          | Pep Torrents          |
| Inspector Zenigata          | Gorō Naya            | Domènech Farell       |
| Daisuke Jigen               | Kiyoshi Kobayashi    | Toni Sevilla          |
| Fujiko Mine                 | Eiko Masuyama        | Teresa Manresa        |
| Jodo                        | Ichirō Nagai         | Fèlix Benito          |
| Goemon Ishikawa XIII        | Makio Inoue          | Marc Zanni            |
| Walter                      | Kōhei Miyauchi       | Vicenç Manel Domènech |
| Gustav                      | Tadamichi Tsuneizumi | Jaume Mallofré        |
| Secretari de la Interpol    | Shōzō Hirabayashi    | Ignasi Abadal         |
| Cambrera                    | Yoko Yamaoka         | Sílvia Gómez          |